# 東徐州 (北魏)
東徐州，中国北魏時設置的州，在今江蘇省邳州市一帶。

## 沿革
北魏孝昌元年（525年），割徐州下邳郡、東海郡置東徐州，治下邳城（今江蘇省睢寧縣古邳鎮北）。辖境相当今江苏省邳州、新沂、睢宁及山东省郯城县、临沂市等地。孝昌三年（527年），分下邳郡置盱眙郡。
南朝梁中大通五年（533年），佔領北魏東徐州，改為武州。
東魏武定八年（550年），佔領南朝梁武州，復為東徐州，分下邳郡置武原郡，改東海郡為郯郡，改盱眙郡為臨清郡。至此，東徐州領四郡：下邳郡、武原郡、郯郡、臨清郡。
北齊天保七年（556年），省臨清郡。
北周大象元年（579年），改東徐州為邳州。

## 長官
北魏東徐州刺史（525年－533年）
- 韋朏（孝明帝末）[3]
- 元顯恭（528年）[4]
- 斛斯椿（529年－530年）[5]
- 元太賓（530年）[6]
- 潘永基[7]
- 崔庠（？－533年）[8]

東魏東徐州刺史
- 張熠（？－541年）[9]
- 陸昶[10]
- 李璵[11]
- 封述（547年－549年）[12]
- 辛術[13]

北齊東徐州刺史（550年－577年）
- 郭志（550年）[13]
- 徐遠[14]
- 王晞[15]
- 元文遙[13]